# 栗栖茜
栗栖 茜（くりす あかね、男性、1943年 - ）は、日本の医師、翻訳家。出版社海山社代表。
父はチェコ文学者の栗栖継。著訳書のほとんどが、みずからの出版社である海山社から刊行されている。

## 略歴
東京医科歯科大学医学部卒業。前武蔵野赤十字病院外科部長。医学博士。
日本外科学会指導医・専門医。日本消化器外科学会指導医・専門医。日本大腸肛門病学会指導医・専門医。

## 著書
- 『がんで死ぬのも悪くはないかも : がんで尊厳死するためには - 医療の現場からのレポート』（海山社） 2008
- 『登山サバイバル・ハンドブック』（海山社） 2009
- 『低体温症サバイバル・ハンドブック』（海山社） 2012

## 翻訳
- 『低体温症と凍傷 : ふせぎ方・なおし方』（ジェームズ・A・ウィルカースン編、山洋社） 1989
『低体温症と凍傷』（ゴードン・G・ギースブレヒト,ジェームズ・A・ウィルカースン、海山社） 2014
- 『アコンカグア山頂の嵐』（チボル・セケリ、栗栖継共訳、福音館書店、福音館日曜日文庫） 1990、のちちくま文庫、のち海山社
- 『山でのファーストエイド』（ジャン・D・カーリン,マーサ・J・レンツ,スティーヴン・C・マクドナルド、山洋社） 2002

### カレル・チャペック
- 『いたずら子犬ダーシェンカ』（カレル・チャペック、海山社） 2008
- 『ひとつのポケットからでた話』（カレル・チャペック、海山社） 2011
- 『もうひとつのポケットからでた話』（カレル・チャペック、海山社） 2011
- 『ロボット ; 虫の生活より』（カレル・チャペック、海山社、カレル・チャペック戯曲集1） 2012
- 『園芸家の十二ケ月』（カレル・チャペック、海山社） 2013
- 『サンショウウオ戦争』（カレル・チャペック、海山社） 2017